# もののがたり
『もののがたり』は、オニグンソウによる日本の漫画。『ミラクルジャンプ』（集英社）にて、2014年5月号から2016年1月号まで連載された。その後掲載誌を『ウルトラジャンプ』（集英社）に移し、2016年2月号から2023年7月号まで連載。

## 登場人物
声の項はテレビアニメ版の声優。

### 主要人物
岐 兵馬（くなと ひょうま）
声 - 大塚剛央、関根明良（幼少期）
本作の主人公。「塞眼」の一人。21歳。一人称は「自分」。左の頬に傷がある。
兄と姉を付喪神に殺されて以降、付喪神を恨んでいる。そのため亡き兄と姉の引手を用いた戦法をとっている。目付きが悪く初対面の人には誤解されがち。性格は真面目で頑固、焦ると口調が時代劇の言い回しになる。付喪神という存在を正しく認識するため、一年の期限で長月家で共に生活する。12歳のころに付喪神相手に実戦を行っており、東北地方で京都三大付喪神に並ぶと評される「奥羽の鬼瓦（おううのおにがわら）」を18歳のときに討ち滅ぼしている。
過去にあった誘拐事件のために人を心から信じることのできないぼたんに、自分を信じてみてはどうかと提案し、ぼたんを守り通すと誓った。
長月 ぼたん（ながつき ぼたん）
声 - 高田憂希
本作のヒロイン。長月家の当主。20歳。京都の大学に通う大学生。大学では百人一首同好会に入っている。友達からは名前をもじった｢ぼんちゃん｣というあだ名で呼ばれている。共に暮らす付喪神を家族として愛している。覚醒はしていないが稀人をその身に宿しており、｢憑坐（よりまし）｣と呼ばれる存在。
幼いころから付喪神たちからの視線に晒され続けており、そのせいで感受性の高い子供時代には周囲から気味悪がられるなどの辛い経験をしてきている。恋愛に興味がないわけではないものの、人を好きになることに恐怖を覚えている。
過去に親戚を名乗る男女にさらわれており、その逃走中の事故によって内に秘めているマレビトが一時的に顕現した。そのときの影響から唐傘が動き出したとも言われている。
羽織（はおり）
声 - 沢城みゆき
羽織の付喪神。眼鏡を掛けた女性の姿をしており、正装時にはスーツの上から羽織をまとっている。婚礼調度の面々ではまとめ役を務める。。好きなお酒はウイスキー。
普段は冷静沈着で、笑みを絶やさない温和な性格をしている。一方で、ぼたんに危害を加える存在には他の婚礼調度同様に容赦はしない。
布を操る能力を持ち、戦闘時は自身がまとう羽織を自由自在に伸縮させて戦う。
匣（くしげ）
声 - 大塚明夫
櫛笥の付喪神。白髪に白髭の初老男性の姿をしている。婚礼調度の中でも最も大柄。一人称は我輩。
話せるもののその声を聞くことは稀であり、また声が小さい。ぼたんがまだ小さいころ、他の婚礼調度の面々がお務めで留守にしている際、ぼたんの一番の遊び相手だった。
普段から、ぼたんの心身と彼女たちが暮らす屋敷に強力な結界を張っており、そのため結界の維持にほとんどの力を使っているため、お務めである付喪神の封印は不参加。
唐傘の襲撃に逢い、破壊されそうになるものの器である櫛笥に魂を封じて難を逃れている。だが、封印状態ではこれまでのようにぼたんや屋敷への結界が張れなくなってしまった。雅楽寮を撃破後に再生が済んで復活を果たし、ぼたんへの結界だけで済むようになったため、戦闘にも参加できるようになった。
鏡（かがみ）
声 - 田中あいみ
鏡の付喪神。幼女の姿をしている。活発で感情を包み隠さない性格をしている。兵馬のことはさん付け、羽織や結のことはちゃん付けで呼ぶ。好きなお酒はカルアミルク。
当初、付喪神に対して威圧していた兵馬には恐怖を抱いていたが、薬研（声 - 和優希）の特例入り審査で誤解した薬研に襲われた時に彼に救われて以降、一転して好意的となった。
真実を映し出す鏡『照妖鏡』により、人物の過去や物の性質といった、対象の真実を視通す能力を持ち、能力を発揮する際は額に円形の鏡が現れる。
硯（すずり）
声 - 中島ヨシキ
硯の付喪神。右目が髪で隠れている青年の姿をしている。観光文化検定一級を所持している。隙あらば女性に声をかけている軟派をしているため、性格上、兵馬との相性は悪い。
人間の友達と話したいと思っており、声をかけているが女性ばかりなのは、単に好みの問題。威圧するばかりの兵馬に、付喪神にも「思う心がある」と伝えており、薙との一件で少しは歩み寄る姿勢になっていた兵馬はその思いを考慮している　　。
身体を墨状にして、攻撃を受けた際も無効化したり墨で目隠しなどもできる。
結（ゆう）
声 - 上田麗奈
簪の付喪神。髪を団子状にまとめた若い女性の姿をしている。ぼたんを溺愛している。
初対面の印象が悪かったのもあり、兵馬を警戒しているが性格上の相性は良い。
大きな簪を武器として扱うだけでなく、簪を投擲したり、簪に触れた対象を結い上げて中に閉じ込めたりもできる。
薙（なぎ）
声 - 小林親弘
刀の付喪神。精悍な顔つきの青年の姿をしている。喧嘩早い性格で言言葉遣いも荒い。ぼたんを「お嬢」と呼んで大切にし、ぼたんを気遣う者にも好意を示す。好きなお酒は日本酒。音楽はメタルが好きな模様。
兵馬が長月家に初めて訪れた際、「ぼたんを誑かしているのでは？」という兵馬の言葉に激怒し真っ向勝負を挑んだが、ぼたんのことを心から気遣う兵馬の想いを察して、歩み寄りを見せ、兵馬が求めた署名には一番に応じている。
両腕を刀身に変化させる能力を持つだけでなく、地中からビルほどの高さの刃を出現させることもできる。

### 岐家（くなとけ）
岐 造兵（くなと ぞうへい）
声 - 家中宏
兵馬の祖父。御三家のひとつである東北の岐家の当主。神祓省稀人対策室の7代目室長。付喪神との対話を基本としており、力ずくで封じることは最終手段としており、対話を行なおうとしない兵馬に頭を抱えている。
兄と姉を殺した付喪神を憎悪する兵馬に、人と共存する付喪神の例として長月家に居候する試練を課した。
岐 隼人（くなと はやと）
声 - 高橋英則
兵馬の兄。一人称は「俺様（おれさま）」。自他共に認める戦闘の天才で、16歳のころには造兵を超えたと言われたが、天日に殺害された。
岐 鼓吹（くなと くすい)
声 - 潘めぐみ
兵馬の姉。唐傘に殺害された。
岐 主鷹（くなと しゅよう）
筋骨粒々な男性。兵馬のはとこ。御三家の会合では造兵の護衛を務める。兵馬には｢スーさん｣と呼ばれており慕われている。岐家の鬼札（ジョーカー）と呼ばれている。
本来は数人がかりで行う、岐式開門術の封じ手空亡を単独で展開しており、挂の左半身を吹き飛ばしている。

### 門守家（かどもりけ）
門守 大樹（かどもり たいじゅ）
声 - 金光宣明
塞眼京都支部代表の門守家の当主。造兵には｢狸親父の皮を被った猛禽｣と評される。
付喪神のことを道具としか見ておらず、捕らえた、または預かった付喪神を札により意思のない操り人形のように使役する。相手の弱味につけこみ自分のペースに持ち込むなど徹底して合理的な判断を下す。
ぼたんとは彼女が幼いころに1度だけ会ったことがあり、そのころの他者を信頼しない感じと現在とのギャップに思うところがある。
門守 椿（かどもり つばき）
声 - 大西沙織
大樹の娘。22歳。戦闘狂であり、兵馬とは違った理由で、隼人と鼓吹を殺した唐傘の付喪神を探している。形成符を用いた戦闘を行う。
結とはたまに喫茶店に行く仲。
長年、唐傘を追い求めていた理由は椿自身もただ刺激を求めているだけだと思っていたが、唐傘によって穢れを流し込まれた際に、ただただ隼人と鼓吹のことが好きだったからという自分でも気づいていなかった理由に思い至った。
門守 松太（かどもり しょうた）
声 - 田渕将平
椿の長兄。大樹には松と呼ばれている。符術を用いた戦闘を得意としている。
護符開発室で護符の制作をしている。
門守 梅吉（かどもり うめきち）
声 - 高橋伸也
椿の次兄。大樹には梅と呼ばれている。封印術を用いての肉弾戦を得意としているだけでなく、衣服の使い方も秀でている。

### 辻家（つじけ）
辻 豊穣（つじ ほうじょう）
声 - 久保田民絵
御三家のひとつである辻家の代表。見た目は大らかな老婆であるが食えない性格。御三家の次期当主によるぼたんの護衛を提案した。
辻 白百合（つじ しらゆり）
辻家の次期当主である女子高生。豊穣の曽孫。年齢は17歳
黒檀からは物見の人形と言われている。
兵馬は塞眼の匂いが全くしないと評している。
ぼたんの護衛として長月家に派遣された際、持ってきた大量の荷物のダンボールの中身の7割は本。
祭壇にて滅却される婚礼調度を助けようとするぼたんに協力し術式の発動を妨害する。
塵外（じんがい）
髪を後ろで束ねた男性。御三家の会合で豊穣の護衛を務める。かつては塞眼武術総師範
正体は人間ではなく特例付喪神の最古参である辻家由来の引手の付喪神。

### 八衢家（やちまたけ）
八衢 黒檀（やちまた こくたん）
御三家のひとつである東京の八衢家の代表。八衢側が婚礼調度をぼたんから引き離し、その際に部下・雅楽寮による兵馬らへの襲撃の発生という、一連の疑惑の渦中にいる人物で岐側から不信感を抱かれている。疑惑については知らないと一蹴し、部下の管理不備は棚に上げ、現人神や藁座廻の出現は自身の功績で賞賛すべしと言い放つ傲岸不遜な性格。
好戦的であり敵意を向けた者には会合中であろうと攻撃の命を下す。白百合により婚礼調度排除の黒幕と暴かれた。自らの意志で唐傘に味方している。
唐傘の一人に自らの体を食わせているため最早人間ではなく、正体を見せた際は唐傘特有の眼の他、辻の引手を受けて消滅した左腕が再生した。歴代の八衢家の当主の引手を用いて戦う。
同化していた唐傘は、正確には唐傘もどきと呼ばれるような因子の存在。
八衢 菫（やちまた すみれ）
右眼に傷のある隻眼の少女。黒檀の娘にして八衢家の次期当主。年齢は今年で20歳になる。
正義感が強いが融通の利かない面もあるだけでなく、隠し事も苦手。子供のころに見たヒーロー番組の影響もあり、正義の味方に憧れた。
ぼたんの護衛を務める傍ら、秘密裏に屋敷を調査し岐式の符を発見した際に、何者かの襲撃を受けて意識不明に陥った。その際に左目を負傷したが回復したものの、左手の薬指と小指を失った。
八衢 紅緋（やちまた べにひ）
背の高い筋骨隆々な女性。黒檀の妻。誅罰執行者筆頭。体格のある薙を片手で持ち上げ彼の左腕を潰しかけた。御三家の会合で黒檀の護衛を務めた。
強くなっていく付喪神に対抗すべく、近親相姦によって血を濃くしていったことによって生まれており、鬼子と呼ばれていた。
戦闘時には付喪神を身に纏って装備とすることで、その身体能力との合わせ技で婚礼調度の面々を圧倒する力量を持つ。
分家の出。

### その他
皐月（さつき）
声 - 岡村明美
ぼたんの父親の妹。ぼたんが7歳のころ、ぼたんの遠縁の男性（声 - 鳥海浩輔）と共にぼたんを引き取りに来た。ぼたんを人として幸せにするため付喪神たちの手が届かないところへ逃げようとするも、連れの男性の襲撃を受けて死亡した。
夏希、恵
声 - 柳原かなこ（夏希）、陶山恵実里（恵）
ぼたんの大学の友人。

### 付喪神（つくもがみ）

#### 大具足（おおぐそく）
京都三大付喪神の一角。佐野の大具足・挂。
挂（かい）
声 - 楠大典
男性の特例付喪神で、単体の付喪神としては最強の一角と目される実力者。江戸時代初期から存在する付喪神であり、戦力として特例と認められたが強すぎるその力を恐れられたため、斎によって結界内に封じられている。長年封じられているため、来訪客をいじる持て成しが趣味であるが、不意打ちで攻撃されることへの不満は流している。過去に塞眼と｢結界に閉じ込める代わりに、遊び相手をいつ誰を指定しても良い｣という条件を交わしている。
兵馬の噂を頻繁にするため、許可をもらい兵馬の前に現れており、兵馬の力量を測っている。その際、わざと唐傘の話を持ち出すことで兵馬の本気を垣間見ている。本来付喪神は自身が顕現したモノひとつの力しか扱えないが、挂は具足だけでなく、甲冑など自身と関連したモノの力も扱える。
太古の武具に魂を宿した格式高い付喪神であり、緊急時に備えて常に神域で力を溜めている。
斎（いつき）
声 - 田所あずさ
少女の姿をした付喪神。玉垣の付喪神。挂を封印できる数少ない存在。能力は神域を作り出すことで相手を閉じ込めるというもの。戦闘能力は無いに等しいものの、挂を問答無用で無力化することができる。

#### 雅楽寮（ががくりょう）
京都三大付喪神の一角。本庄の雅楽寮。「ががくりょう」あるいは「うたつかさ」と名乗る。顕現したモノが楽器であるため「人に聴かせる」という本懐を遂げるため、ほかの付喪神と比べると人に好意的。
爪弾（つまびき）
声 - 土井美加
弦楽器の付喪神。右目に眼帯を付けている老婆の姿をしている。一人称は婆（ババ）。
指先から弦を伸ばして闘う。
吹枝（ふきえ）
声 - 白井悠介
管楽器の付喪神。少年の姿をしている。目つきが悪く、よく職務質問されている。横笛によって、暗示をかけたりすることが可能であり、付喪神による騒動を一般人に認識させないようにすることもできる。
付喪神も操作可能であり、一度に大勢の付喪神を操って相手にけしかけることもできる。
鼓（つづみ）
声 - 福原耕平
打楽器の付喪神。豪快な性格であり、勢い余って話し相手の顔に唾が飛んでしまうほど。雅楽寮の掲げるロック道とはどういうものかをぼたんに熱く語っている。
現人神が顕現した際、負傷した姿を「美しくない」という理由で消滅させられた。

#### 藁座廻（わらざまわし）
唐傘の付喪神による集団。ぼたんに眠る稀人の解放のために暗躍する。
天日（てんじつ）
声 - 高橋英則
男性の付喪神。
兵馬の兄・隼人の肉体を喰らいその体を奪った。岐殺（きさつ）という二つ名を持つ。藍色の唐傘を携える。
時雨（しぐれ）
声 - 日笠陽子
女性の付喪神。
凩（こがらし）
声 - 興津和幸
男性の付喪神。女口調で話す。好きなものから食べる性分。
取り込んだ主鷹の体に入って、結界をする抜けてきた。
挂の本気の攻撃によって致命傷を負うも常世寄りの付喪神であったため死なず、周囲の塞眼たちを皆殺しにしようとしたが、扇が再構成した滅却祭壇によって、滅ぼされる。
吹雪（ふぶき）
声 - 宮本侑芽
女性の付喪神。ギザギザの歯が特徴。唐傘を螺旋状にして槍のようして闘う。
器である唐傘に宿った記憶は、お日さまのような匂いや優しい光といった穏やかなもの。

#### 叢原火（そうげんび）
付喪神の集団。全員が処刑・拷問に用いられた道具を器としている。
火掻（ひかき）
声 - 堀井茶渡
火掻き棒の付喪神。モヒカンの男性の姿をしている。同族狩りと名高い長月の婚礼調度の存在を前々から気に入らず不満を持っており、長月家の付喪神を破壊するために行動を起こす。
同志である付喪神たち、鋏（やっとこ）、紙縒（こより：声 - 内野孝聡）、鉤縄（かぎなわ：声 -  藤井隼）を引き連れて攻め込んだ。
目的は長月の付喪神の破壊のため、兵馬は眼中になかったが、薙たちの会話から兵馬を気にしていることから予定を変更。嫌がらせとして兵馬を殺すことを優先する。人を殺すことに躊躇がなく、殺すことを遊びという彼らに激昂した兵馬によって仲間ともども倒される。
灰均（はいならし）
声 - こばたけまさふみ
灰ならしの付喪神。見上げるほどの大男の姿をしている。火掻の兄貴分。
婚礼調度や兵馬によって、弟分の火掻が倒されたことを知り、仕返しとして長月の当主であるぼたんを襲った。だが、駆けつけた兵馬とその後に合流した薙と結によって倒された。
挽切（ひききり）
声 - 三宅健太
鋸の付喪神。男性の姿をしている。
笞（しもと）
声 - 松田利冴
筋肉質な女性の姿をした付喪神。
筵（むしろ）
声 - 株元英彰
男性の姿をした付喪神。

#### その他
麹箱の付喪神
声 - 伊藤静
麹箱の付喪神。非常に背の高い女性の姿をしている。特例付喪神であり、お務めの内容は酒造り。幻の酒を求めに来た薙と飲み比べ勝負をしたものの、薙がお酒を持ち帰っているため飲み比べには負けた様子。
機（はた）
声 - 内田夕夜
手織機の付喪神。男性の姿をしている。特例付喪神であり、特別な反物を扱っている。塞眼が着用する防具である服を取り扱っており、糸車の付喪神が紡いだ糸を彼が仕立てることで布自体に意思が宿る。着用するには塞眼がその布に自らが主と認めさせないといけない。
煽（あおぎ）
声 - 沖野晃司
鉄扇の付喪神。特例付喪神であり、袿とコンビを組んで情報屋をしている。お務めの内容は内部調査や諜報活動。
袿（うちき）
声 - 浜田賢二
十二単の付喪神。特例付喪神であり、情報屋をしている。お務め内容は煽と同様。
体が層のように重なっており、塞眼の封印術でも表面の1枚を封印されるだけである。
12枚の状態だと筋骨隆々な男性の姿に見えるが、3か4枚だとスリムな女性のような姿をしている。
屋宇（おくう）
声 - 伊藤健太郎
屋敷の付喪神。普段は封印されて普通の建物の姿だが、有事の際にはその巨体で侵入者を排除する。

## 用語
塞眼
サエノメ。日本政府神祇省所轄。付喪神を鎮める役割を担う。
稀人
マレビト。付喪神の命の根源。
三大付喪神
一式を器とする強大な存在。塞眼と契約を交わしている特例の付喪神。
御三家
岐・辻・八衢からなる塞神直系。また、婚礼調度は岐、大具足は辻、雅楽寮は八衢というように特例付喪神は御三家の管轄となっている。

## 書誌情報
- オニグンソウ 『もののがたり』 集英社〈ヤングジャンプ・コミックス〉、全16巻
  1. 2015年3月24日発行（3月19日発売[集 1]）、ISBN 978-4-08-890107-7
  2. 2015年4月22日発行（4月17日発売[集 2]）、ISBN 978-4-08-890163-3
  3. 2015年12月23日発行（12月18日発売[集 3]）、ISBN 978-4-08-890326-2
  4. 2016年5月24日発行（5月19日発売[集 4]）、ISBN 978-4-08-890447-4
  5. 2016年12月24日発行（12月19日発売[集 5]）、ISBN 978-4-08-890555-6
  6. 2017年6月24日発行（6月19日発売[集 6]）、ISBN 978-4-08-890688-1
  7. 2018年1月24日発行（1月19日発売[集 7]）、ISBN 978-4-08-890846-5
  8. 2018年6月24日発行（6月19日発売[集 8]）、ISBN 978-4-08-891052-9
  9. 2019年1月23日発行（1月18日発売[集 9]）、ISBN 978-4-08-891218-9
  10. 2019年9月24日発行（9月19日発売[集 10]）、ISBN 978-4-08-891354-4
  11. 2020年5月24日発行（5月19日発売[集 11]）、ISBN 978-4-08-891512-8
  12. 2021年1月24日発行（1月19日発売[集 12]）、ISBN 978-4-08-891821-1
  13. 2021年11月24日発行（11月19日発売[集 13]）、ISBN 978-4-08-892114-3
  14. 2022年5月23日発行（5月18日発売[集 14]）、ISBN 978-4-08-892280-5
  15. 2023年1月24日発行（1月19日発売[集 15]）、ISBN 978-4-08-892579-0
  16. 2023年9月23日発行（8月18日発売[集 16]）、ISBN 978-4-08-892766-4

## テレビアニメ
2023年1月から3月までTOKYO MXほかにて第一章が放送され、第二章が同年7月から9月まで放送された。

### スタッフ
- 原作 - オニグンソウ[5][57]
- 監督 - 木村隆一[5][57]
- 助監督 - 大川貴大[5][57]
- シリーズ構成 - 大知慶一郎[5][57]
- メインキャラクターデザイン - 藤澤志織[5][57]
- サブキャラクターデザイン - 志賀祐香[5][57]
- プロップ・アクションデザイン - 渡部里美、楡木哲郎、仰木従士[5][57]
- 美術監督 - 松本浩樹
- 美術設定 - 松本浩樹、石原由光（第1、2話）、アトリエPlatz（第3話 - ）
- 色彩設計 - 木村聡子[5][57]
- 撮影監督 - 大神洋一[5][57]
- 編集 - 新居和弘[5][57]
- 音響監督 - 菊田浩巳[5][57]
- 音楽 - 神田ジョン、XELIK[5][57]
- 音楽プロデュース - バンダイナムコミュージックライブ、小学館ミュージック&デジタル エンタテイメント
- 音楽プロデューサー - 鈴木雄貴、大隅啓良
- プロデューサー - 伊藤香織、西ヶ谷英武、木村大、木元準久、臼倉竜太郎、大和田智之、室市剛人、兼岩元子
- 制作 -  BN Pictures[5][57]
- 企画プロデュース - 小学館集英社プロダクション [5][57]
- 製作 - もののがたり製作委員会

### 主題歌
「恋衣」
ARCANA PROJECTによる第一章オープニングテーマ。作詞は安藤紗々、作曲・編曲は神田ジョン、ストリングスアレンジは葛西竜之介。
「rebind」
TRUEによる第一章エンディングテーマ。作詞は唐沢美帆（TRUEの別名義）、作曲はXELIK、編曲はh-wonder、ストリングスアレンジは山下洋介。

「誰が為」
メガテラ・ゼロによる第二章オープニングテーマ。作詞はメガテラ・ゼロ、作曲・編曲は神田ジョン。
「プライベート・ルーム」
田所あずさによる第二章エンディングテーマ。作詞は大木貢祐、作曲・編曲は神田ジョン。

### 各話リスト
| 話数   | サブタイトル | 脚本       | 絵コンテ            | 演出                | 作画監督 | 総作画監督 | 初放送日       |        |        |        |        |        |        |        |        |        |        |        |        |        |        |        |        |        |
| 第一章 | 第一章       | 第一章     | 第一章              | 第一章              | 第一章 | 第一章     | 第一章         | 第一章 | 第一章 | 第一章 | 第一章 | 第一章 | 第一章 | 第一章 | 第一章 | 第一章 | 第一章 | 第一章 | 第一章 | 第一章 | 第一章 | 第一章 | 第一章 | 第一章 |
| ------ | ------------ | ---------- | ------------------- | ------------------- | --- | ---------- | -------------- | ------ | ------ | ------ | ------ | ------ | ------ | ------ | ------ | ------ | ------ | ------ | ------ | ------ | ------ | ------ | ------ | ------ |
| #01    | 兵馬         | 大知慶一郎 | 木村隆一            | 山本恵              | 小川玖理周 岩崎成希 | 藤澤志織   | 2023年 1月10日 |        |        |        |        |        |        |        |        |        |        |        |        |        |        |        |        |        |
| #02    | 汀線         | 大知慶一郎 | 五十嵐達也          | 五十嵐達也          | 重国浩子 鶴元慎子 舘崎大 | 渡部里美   | 1月17日        |        |        |        |        |        |        |        |        |        |        |        |        |        |        |        |        |        |
| #03    | 溢流         | 大知慶一郎 | 大川貴大            | 鈴木孝聡            | 橋口隼人 板倉和弘 志賀祐香 | 志賀祐香   | 1月24日        |        |        |        |        |        |        |        |        |        |        |        |        |        |        |        |        |        |
| #04    | 密契         | 大知慶一郎 | 杉島邦久            | 田中タカユキ        | 今中俊輔 西本成司 宮本武史 姉崎早也花 | 藤澤志織   | 1月31日        |        |        |        |        |        |        |        |        |        |        |        |        |        |        |        |        |        |
| #05    | 疑惑         | 犬飼和彦   | 佐藤照雄            | 山本恵              | 細田沙織 小川玖理周 | 渡部里美   | 2月7日         |        |        |        |        |        |        |        |        |        |        |        |        |        |        |        |        |        |
| #06    | 牡丹         | 金田一明   | 杉島邦久 大川貴大   | 鳥羽聡              | 岩崎成希 森円美 鶴元慎子 | 志賀祐香   | 2月14日        |        |        |        |        |        |        |        |        |        |        |        |        |        |        |        |        |        |
| #07    | 胎動         | 大知慶一郎 | 宮繁之              | 平田貴大            | 小沢久美子 齋藤雅和 高崎美里 | 藤澤志織   | 2月21日        |        |        |        |        |        |        |        |        |        |        |        |        |        |        |        |        |        |
| #08    | 境涯         | 犬飼和彦   | 杉島邦久            | 徳本善信            | 中島里恵 菊地しゅんすけ | 渡部里美   | 2月28日        |        |        |        |        |        |        |        |        |        |        |        |        |        |        |        |        |        |
| #09    | 怪火         | 金田一明   | 寺田和男            | 安川央里            | 板倉和弘 橋口隼人 志賀祐香 川辺雄介 | 志賀祐香   | 3月7日         |        |        |        |        |        |        |        |        |        |        |        |        |        |        |        |        |        |
| #10    | 眩耀         | 成田良美   | 藤井康晶            | 大久保朋            | 細田沙織 八角彩香 重国浩子 鶴元慎子 | 藤澤志織   | 3月14日        |        |        |        |        |        |        |        |        |        |        |        |        |        |        |        |        |        |
| #11    | 暗箭         | 犬飼和彦   | 五十嵐達也          | 櫛谷健太 五十嵐達也 | 奥谷周子 浦島美紀 廣冨麻由 | 渡部里美   | 3月21日        |        |        |        |        |        |        |        |        |        |        |        |        |        |        |        |        |        |
| #12    | 花明         | 大知慶一郎 | 宮繁之              | 鈴木孝聡            | 小川玖理周 川辺雄介 森円美 岩崎成希 志賀祐香                                                                                              | 志賀祐香   | 3月28日        |        |        |        |        |        |        |        |        |        |        |        |        |        |        |        |        |        |
| 第二章 |              |            |                     |                     | |            |                |        |        |        |        |        |        |        |        |        |        |        |        |        |        |        |        |        |
| #13    | 出手         | 大知慶一郎 | 杉島邦久            | 山本恵              | 奥谷周子 高崎美里 武口憲司 中島里恵 齋藤雅和 小沢久美子                                                                                   | 藤澤志織   | 7月4日         |        |        |        |        |        |        |        |        |        |        |        |        |        |        |        |        |        |
| #14    | 番舞         | 金田一明   | 寺田和男            | 徳本善信            | 中島里恵 菊地しゅんすけ 鶴元慎子 | 渡部里美   | 7月11日        |        |        |        |        |        |        |        |        |        |        |        |        |        |        |        |        |        |
| #15    | 暗鬼         | 成田良美   | 大槻敦史            | 安川央里            | 志賀祐香 板倉和弘 橋口隼人 熊田崚人 | 志賀祐香   | 7月18日        |        |        |        |        |        |        |        |        |        |        |        |        |        |        |        |        |        |
| #16    | 竜変         | 犬飼和彦   | 北村真咲            | 鳥羽聡              | 重国浩子 小川玖理周 川辺雄介 八角彩香 中島里恵 武口憲司 齋藤雅和 木村都彦                                                                 | 藤澤志織   | 7月25日        |        |        |        |        |        |        |        |        |        |        |        |        |        |        |        |        |        |
| #17    | 落月         | 金田一明   | 杉島邦久            | 長澤剛              | 藤木かほる | 渡部里美   | 8月1日         |        |        |        |        |        |        |        |        |        |        |        |        |        |        |        |        |        |
| #18    | 弘誓         | 犬飼和彦   | 宮繁之              | 大久保朋            | 鶴元慎子 小川玖理周 小村柚葉 上家礼衣 志賀祐香 森円美                                                                                     | 志賀祐香   | 8月8日         |        |        |        |        |        |        |        |        |        |        |        |        |        |        |        |        |        |
| #19    | 波濤         | 成田良美   | 寺田和男            | 鈴木孝聡            | 浦島美紀 武口憲司 岩崎成希 細田沙織 | 藤澤志織   | 8月15日        |        |        |        |        |        |        |        |        |        |        |        |        |        |        |        |        |        |
| #20    | 狂花         | 金田一明   | 北村真咲            | 山本恵              | 中島里恵 加藤洋人 板倉和弘 | 渡部里美   | 8月22日        |        |        |        |        |        |        |        |        |        |        |        |        |        |        |        |        |        |
| #21    | 来迎         | 犬飼和彦   | 杉島邦久            | 安川央里            | 志賀祐香 板倉和弘 | 志賀祐香   | 8月29日        |        |        |        |        |        |        |        |        |        |        |        |        |        |        |        |        |        |
| #22    | 神楽         | 成田良美   | 藤井康晶 大川貴大   | 藤井康晶            | 重国浩子 橋口隼人 鶴元慎子 小川玖理周 木村都彦 小村柚葉                                                                                   | 藤澤志織   | 9月5日         |        |        |        |        |        |        |        |        |        |        |        |        |        |        |        |        |        |
| #23    | 火花         | 大知慶一郎 | 五十嵐達也 大川貴大 | 五十嵐達也 櫛谷健太 | 小川玖理周 熊田崚人 八角彩香 森円美 加藤洋人 武口憲司 板倉和弘 岩崎成希 志賀祐香 菊地しゅんすけ 川辺雄介 ふくだのりゆき 小沢久美子 山口葵 | 渡部里美   | 9月12日        |        |        |        |        |        |        |        |        |        |        |        |        |        |        |        |        |        |
| #24    | 風動         | 大知慶一郎 | 杉島邦久            | 鳥羽聡              | 重国浩子 堀澤聡志 板倉和弘 木村都彦 細田沙織 岩崎成希 志賀祐香 小村柚葉                                                                   | 志賀祐香   | 9月19日        |        |        |        |        |        |        |        |        |        |        |        |        |        |        |        |        |        |

### 放送局
| 放送期間                | 放送時間                     | 放送局   | 対象地域 | 備考                                 |
| ----------------------- | ---------------------------- | -------- | -------- | ------------------------------------ |
| 2023年1月10日 - 3月28日 | 火曜 0:00 - 0:30（月曜深夜） | TOKYO MX | 東京都   |                                      |
|                         |                              | BS11     | 日本全域 | 製作参加 / BS放送 / 『ANIME+』枠     |
| 2023年1月12日 - 3月30日 | 木曜 23:00 - 23:30           | AT-X     | 日本全域 | CS放送 / 字幕放送 / リピート放送あり |

| 配信開始日    | 配信時間                     | 配信サイト |
| ------------- | ---------------------------- | --- |
| 2023年1月10日 | 火曜 0:00 - 0:30（月曜深夜） | ABEMA |
| 2023年1月15日 | 日曜 0:00（土曜深夜） 更新   | Amazon Prime Video dアニメストア （本店・ニコニコ支店・for Prime Video） DMM TV Disney+ FOD Hulu J:COMオンデマンド milplus TELASA auスマートパスプレミアム U-NEXT アニメ放題 バンダイチャンネル ニコニコチャンネル [ 72 ] Google Play YouTube HAPPY!動画 Rakuten TV ビデックスJP ビデオマーケット （本店・GYAO!ストア支店 [ 73 ] ・music.jp支店） ムービーフルPlus GYAO! [ 73 ] |
|               | 日曜 0:00 - 0:30（土曜深夜） | ニコニコ生放送 |

| 放送期間               | 放送時間                     | 放送局       | 対象地域 | 備考                                 |
| ---------------------- | ---------------------------- | ------------ | -------- | ------------------------------------ |
| 2023年7月4日 - 9月19日 | 火曜 0:00 - 0:30（月曜深夜） | TOKYO MX     | 東京都   |                                      |
|                        |                              | BS11         | 日本全域 | 製作参加 / BS放送 / 『ANIME+』枠     |
| 2023年7月6日 - 9月21日 | 木曜 23:00 - 23:30           | AT-X         | 日本全域 | CS放送 / 字幕放送 / リピート放送あり |
|                        |                              | とちぎテレビ | 栃木県   |                                      |

| 配信開始日   | 配信時間                     | 配信サイト |
| ------------ | ---------------------------- | --- |
| 2023年7月4日 | 火曜 0:00 - 0:30（月曜深夜） | ABEMA |
| 2023年7月9日 | 日曜 0:00（土曜深夜） 更新   | ニコニコチャンネル |
|              | 日曜 0:00 - 0:30（土曜深夜） | ニコニコ生放送 |
|              | 日曜 順次更新                | Amazon Prime Video dアニメストア（本店・ニコニコ支店・for Prime Video） DMM TV Disney+ FOD Hulu J:COMオンデマンド milplus TELASA auスマートパスプレミアム Lemino U-NEXT アニメ放題 バンダイチャンネル アニメタイムズ Google Play YouTube HAPPY!動画 Rakuten TV ビデックスJP ビデオマーケット（本店・music.jp支店） ムービーフルPlus |

### BD
| 巻 | 発売日       | 収録話         | 規格品番  |
| -- | ------------ | -------------- | --------- |
| 1  | 2023年4月5日 | 第1話 - 第6話  | BIXA-1391 |
| 2  | 2023年6月2日 | 第7話 - 第12話 | BIXA-1392 |

| 巻 | 発売日        | 収録話          | 規格品番  |
| -- | ------------- | --------------- | --------- |
| 3  | 2023年10月4日 | 第13話 - 第18話 | BIXA-1393 |
| 4  | 2023年12月6日 | 第19話 - 第24話 | BIXA-1394 |

### Webラジオ
SpotifyにてPodcast番組『ものののラジオ!』が2023年7月14日から配信された。
| 回    | 配信日  | MC                                            | ゲスト                                |
| ----- | ------- | --------------------------------------------- | ------------------------------------- |
| 第1回 | 7月14日 | 高田憂希（長月ぼたん役）                      | 沢城みゆき（羽織役）                  |
| 第2回 | 7月28日 | 小林親弘（薙役）                              | 大塚剛央（岐兵馬役）                  |
| 第3回 | 8月25日 | 大塚剛央（岐兵馬役） 高田憂希（長月ぼたん役） | 田所あずさ（斎役）                    |
| 第4回 | 9月8日  | 高田憂希（長月ぼたん役）                      | 中島ヨシキ（硯役） 日笠陽子（時雨役） |